# Åke Skogh
Åke Ingemar Skogh, född den 9 augusti 1928, död den 30 oktober 2009, var grundare av Skoghs Tivoli, som han drev i hela 50 år, varefter han lämnade gungorna och karusellerna för att vid åldern av 72 år satsa på cirkus.
Då drog han ut på turné i landet med Cirkus Åke Skogh och gjorde även ett gästspel i Estland. Sedan sju år tillbaka åker han runt med Cirkus Wictoria, som grundades 1986 av illusionistparet Birgit och Stig Mosshagen. 2002 lämnade dessa makar cirkusen och då dök Åke Skogh upp i manegen och övertog cirkusföretaget, som han ledde fram till 2009 då han överlät ansvaret till makarna Lars-Åke och Karin Jonsson. Åke Skogh fortsatte dock att turnera med cirkusen som sekreterare. Åke avled den 30 oktober 2009 i sviterna efter en lunginflammation.